# Gamay

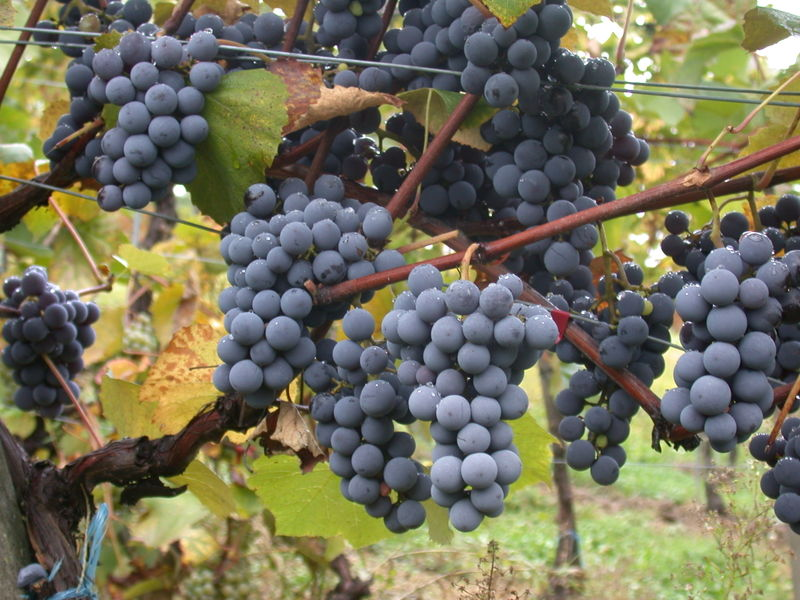

Gamay, eller Gamay Noir, är en blå druva vilken används i de röda vinerna från Beaujolais i södra Bourgogne, Frankrike. Den ger lätta röda viner med medel till medelhög syra och en karaktär av röda friska bär. Vinet blir vidare "syltigt" på grund av metoden maceration carbonique där de hela druvorna jäser under ett kolsyretäcke tills de spricker. Detta bevarar syran och fräschören i vinet och ger en dryck med mycket låga tanniner.